# 556国道

556国道在云南省的位置

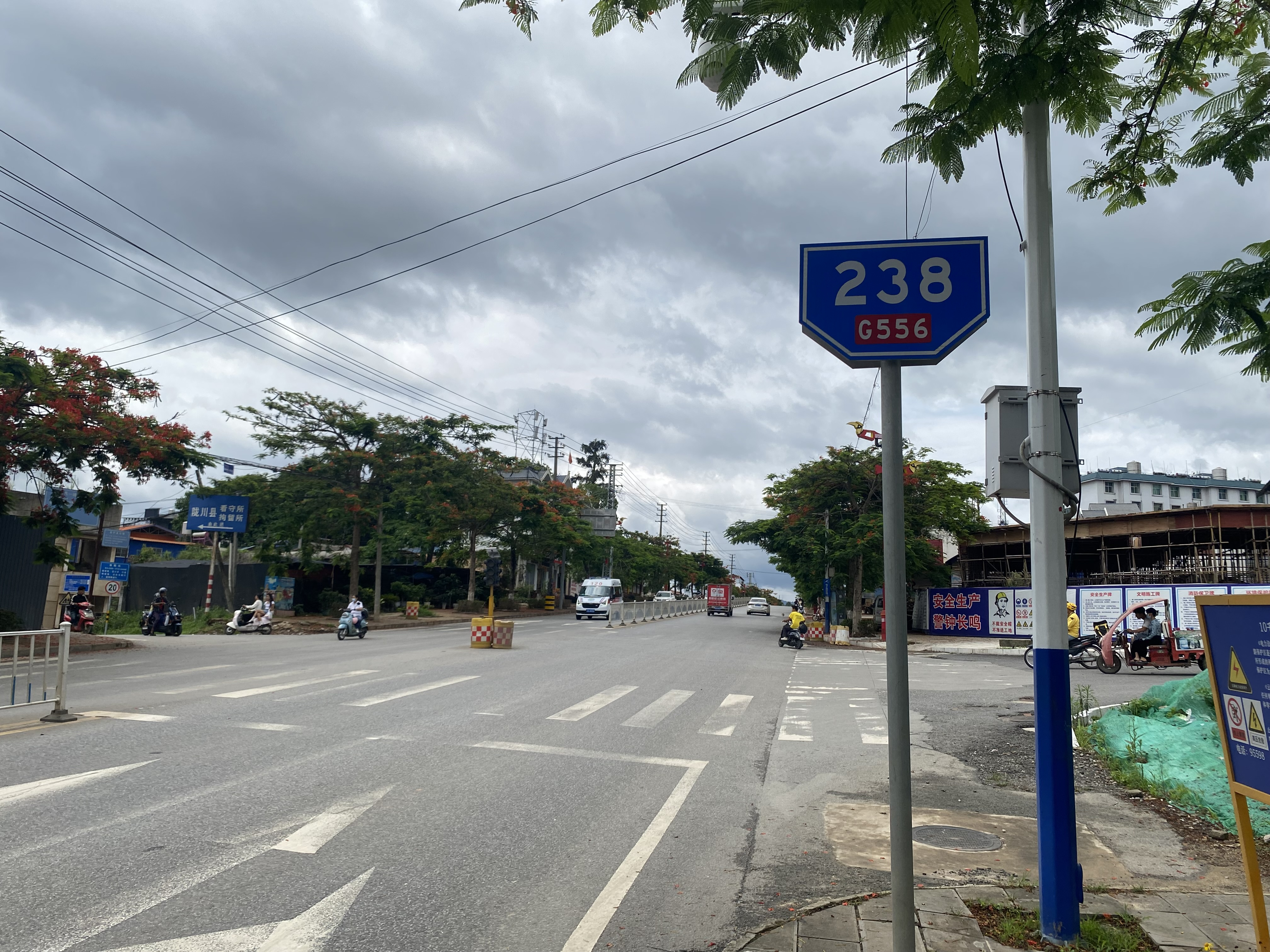
陇川县环城东路，556国道陇川县城过境路段

556国道，又称保瑞公路、镇瑞公路，是中华人民共和国的一条国道，位于云南省境内，起点在保山市龙陵县镇安镇，终点位于德宏州瑞丽市。556国道由原云南省省道S317线和S233线组成，在2017年中华人民共和国国家标准《公路标识规则和国道编号》中列为国道:15。与之并行的高速公路为保腾高速公路、腾陇高速公路与瑞陇高速公路。在2022年国家公路网规划中，556国道的起点描述由镇安镇调整为龙陵县。

## 线路及历史
556国道从龙陵县镇安镇蚂蟥箐出发，经过腾冲市、梁河县、盈江县、陇川县，抵达瑞丽市。

### 龙陵－腾冲段
556国道龙陵至腾冲段原是云南省道317线的一部分，S317线又称蚂黑公路、新保腾公路，起于龙陵县镇安镇蚂蟥箐，跨越龙江，至腾冲市和顺镇凉亭岔路接腾盈公路，长82.88公里:121；又从腾冲中和镇毛家营出发，经猴桥镇，抵达黑泥塘中缅四号界桩（猴桥口岸）:107-108，龙陵至腾冲和顺段现属556国道。
由于原保腾公路技术等级低、行车条件差，加之道路环境限制，难以在原基础上翻修，1991年云南省交通厅与地方交通部门决定新建保腾公路龙陵至腾冲段:115。1992年12月5日，新保腾公路动工修筑，1996年6月全线贯通，1997年3月铺装砂石路面，2000年5月铺装柏油路面，升格为二级路:118-121:166-167。

### 腾冲－瑞丽段
556国道腾冲至瑞丽段原为云南省道233线，S233线又称腾瑞公路，其中腾冲至盈江段也称腾盈公路，瑞丽至陇川段也称瑞陇公路或瑞章公路。腾瑞公路起于腾冲市区，经和顺镇、中和镇、荷花镇进入梁河县，经曩宋阿昌族乡、九保阿昌族乡、梁河县城遮岛镇进入盈江县，经旧城镇、盈江县城平原镇、弄璋镇进入陇川县，经陇把镇、陇川县城章凤镇进入瑞丽市，终点在瑞丽市区勐卯镇，长232.60公里:105。
1937年谋划修筑滇缅公路时，云南第二殖边督办李曰垓主张滇缅公路经腾冲至缅甸八莫的路线，但最终决定滇缅公路改由芒市、畹町出境:124。1940年，李根源再次倡议修筑腾八公路，不久后因腾冲、梁河、盈江等地被日军占领而告吹:324。1952年保腾公路通车后，保山专区计划修筑腾古公路，自腾冲经梁河、盈江至中缅边界古里卡，后因中央收回财政资金停建:124。1957年，德宏州政府与保山军分区再次决定修筑腾盈公路:125，1958年5月腾冲至梁河段竣工:32。1958年12月开始修筑梁河遮岛至盈江弄璋段，1960年5月竣工:326。1959年11月，开始修筑弄璋至陇川陇把段，1964年4月竣工:326。2009年9月，开始腾冲至陇川段二级路改建，2011年7月竣工通车。
1958年3月，瑞丽和陇川开始修筑瑞陇公路，同年9月通车:452，2001年4月改建升格二级路:39。